# Морской проспект (Новосибирск)
Морско́й проспе́кт — улица в Советском районе Новосибирска. Начинается от перекрёстка с проспектом Лаврентьева и улицей Терешковой, заканчивается выездом на Бердское шоссе. Одна из центральных магистралей Новосибирского Академгородка. К проспекту примыкают Детский проезд; улицы Правды, Ильича, Жемчужная, Мальцева, Учёных, Золотодолинская.

## История

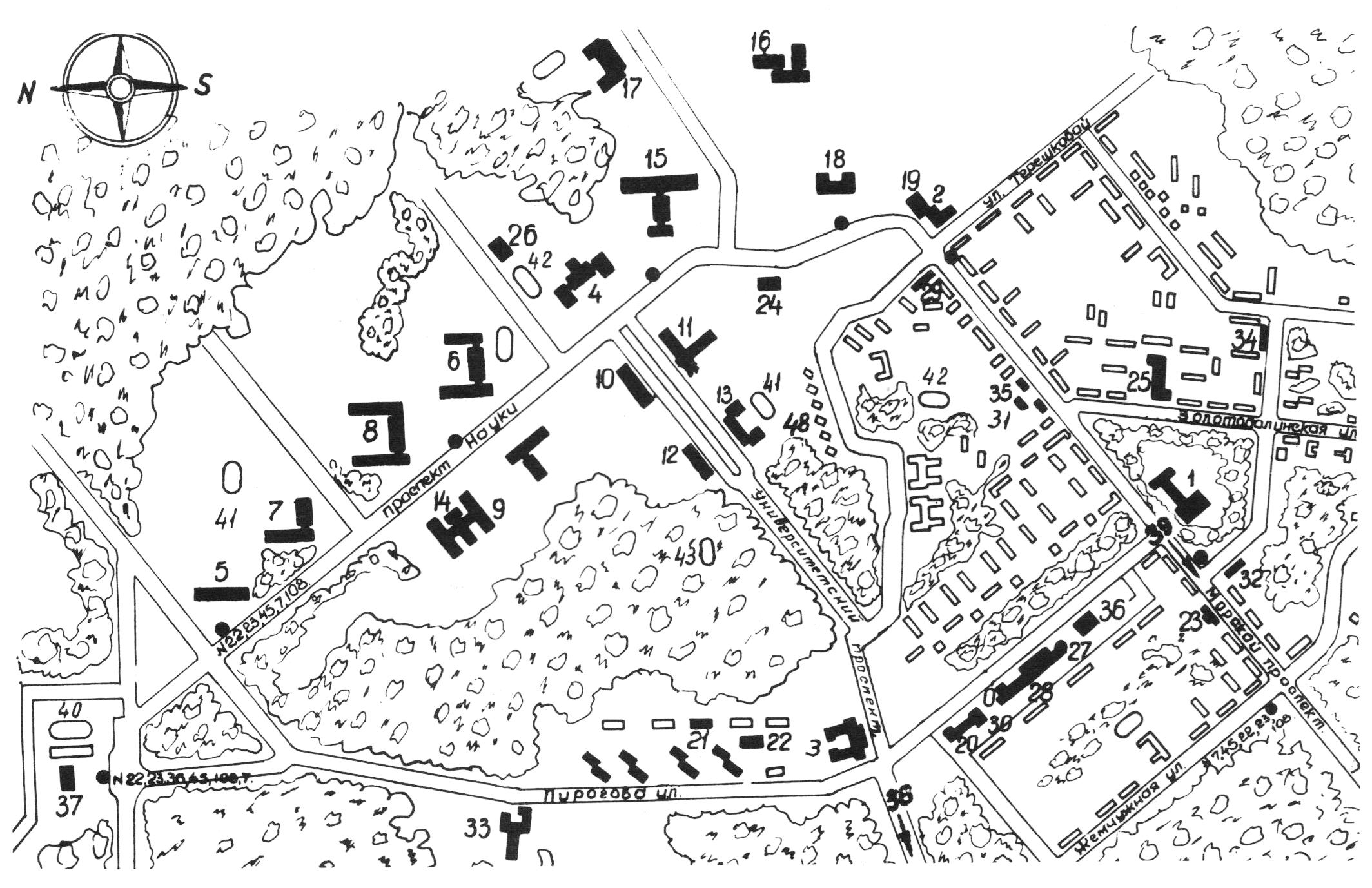
Схема Академгородка. 1969

Проложен при создании Новосибирского Академгородка (1957). Первоначальное название — Академическая улица. По свидетельству М. С. Качана, современное название было предложено адмиралом Г. С. Мигиренко в 1962 году.
По Генеральному плану застройки Академгородка он делился на три зоны: институтскую и две жилые. Через все три зоны проходила одна П-образная магистраль из трёх прямых улиц (современные проспект Строителей, Проспект Академика Лаврентьева и Морской проспект), концы этой магистрали выходят на Бердское шоссе, идущее мимо Академгородка.
Строительство на этой улице велось с 1958 (в первом возведённом здании, на углу с улицей Терешковой, размещались общежития для молодых учёных и поликлиника) по 1968 год. Застройка, главным образом, жилые дома (в основном возведены к 1960 году), но, до постройки собственного здания в одном из жилых домов на проспекте располагался Институт математики СО АН СССР. Имеется несколько торговых комплексов — «Золотая роща», торговый центр «Городок», художественный салон (магазин) «Творчество».
В советские времена на майские и ноябрьские праздники по проспекту шли колонны демонстрантов из трудящихся, военнослужащих, студентов.

## Достопримечательности
д. 2 — Управление делами СО РАН
д. 23 — Дом учёных СО РАН

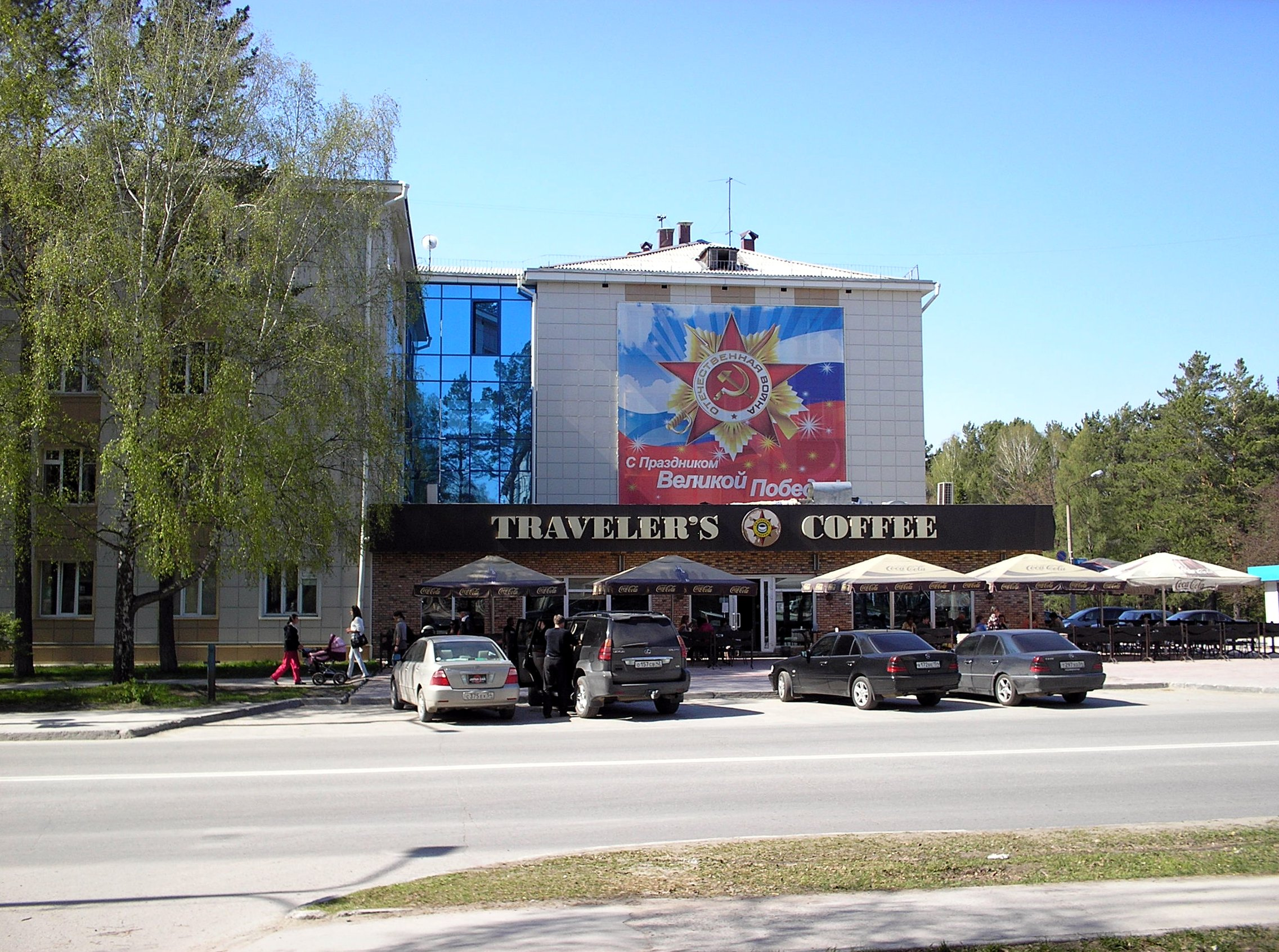
Кафе на Морском проспекте
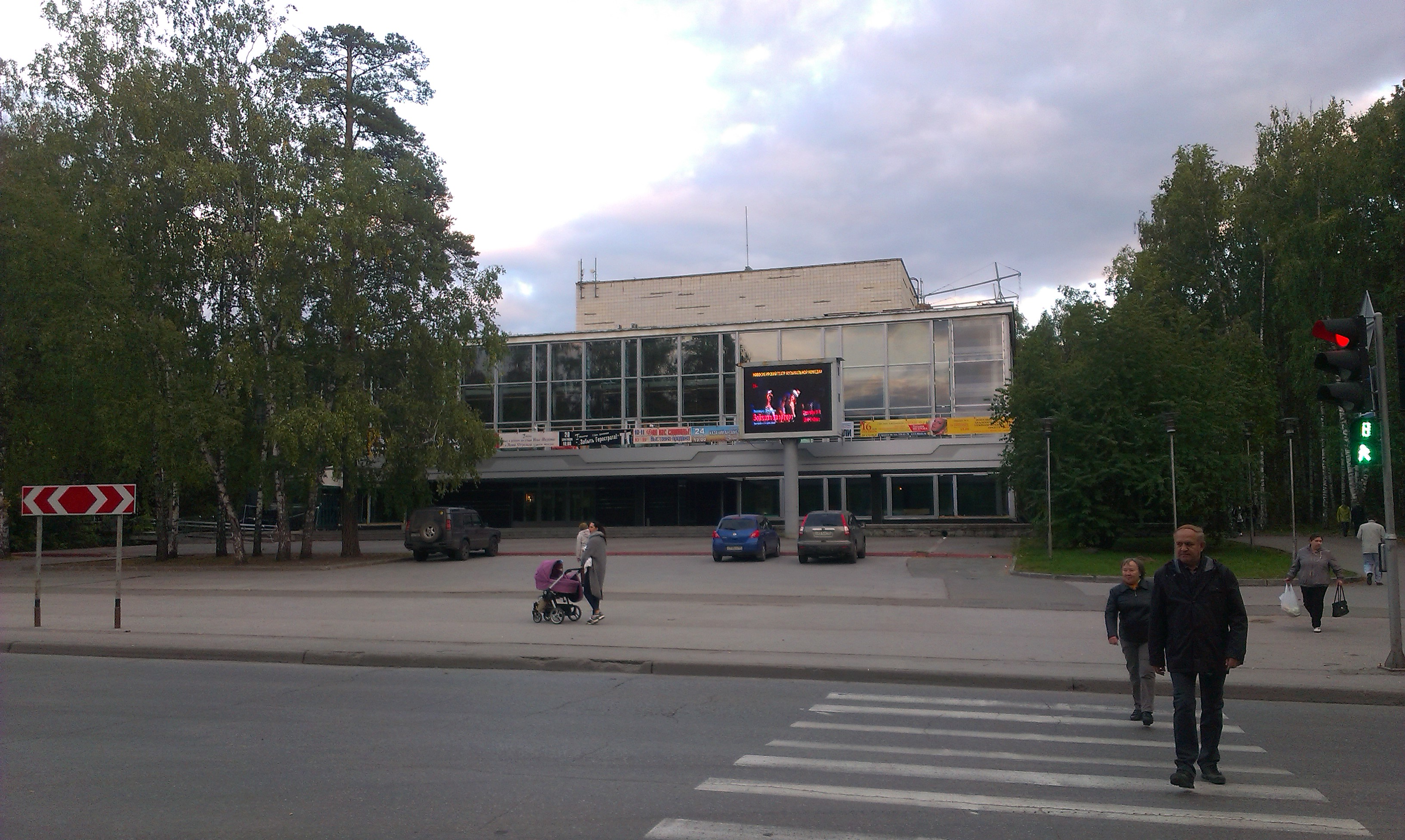
Дом учёных (большой зал)
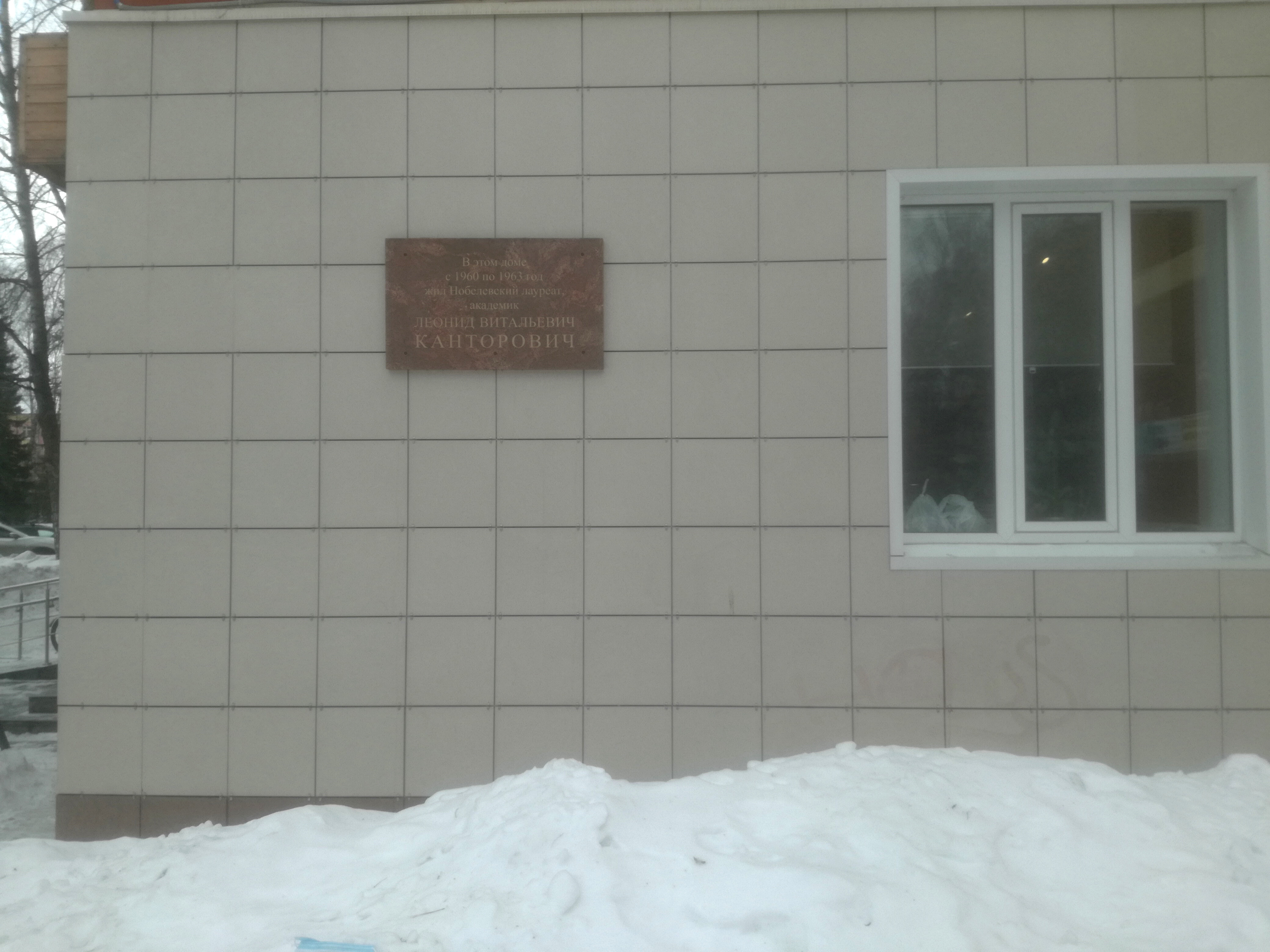
Мемориальная доска Канторовичу на д. 44

## Известные жители
[[Файл:]]
- академик Б. В. Войцеховский (д. 1);

- академик А. Л. Асеев (д. 15);

- академик Б. Д. Аннин (д. 21);

- В. В. Пухначёв (д. 29);

- академик С. К. Годунов (д. 32);

- академик Н. Н. Яненко (д. 33);

- академик А. П. Ершов (д. 34);

- академик Л. В. Канторович (д. 44, установлена мемориальная доска);

- В. М. Тешуков (д. 44);

- М. Е. Топчиян (д. 62).

## Интересные факты

### Легенды Морского проспекта
Одна из самых распространенных легенд рассказывает, что Морской проспект спланирован так, чтобы при ядерном ударе радиоактивная пыль после взрыва выдувалась ветром с проспекта, как в аэродинамической трубе.
Первое время в Академгородке были трудности с телефонами и напротив Дома учёных установили телефонный аппарат прямо на улице (под специальным навесом). Желающие могли свободно звонить по нему, попыток украсть аппарат не было.

### Анекдоты

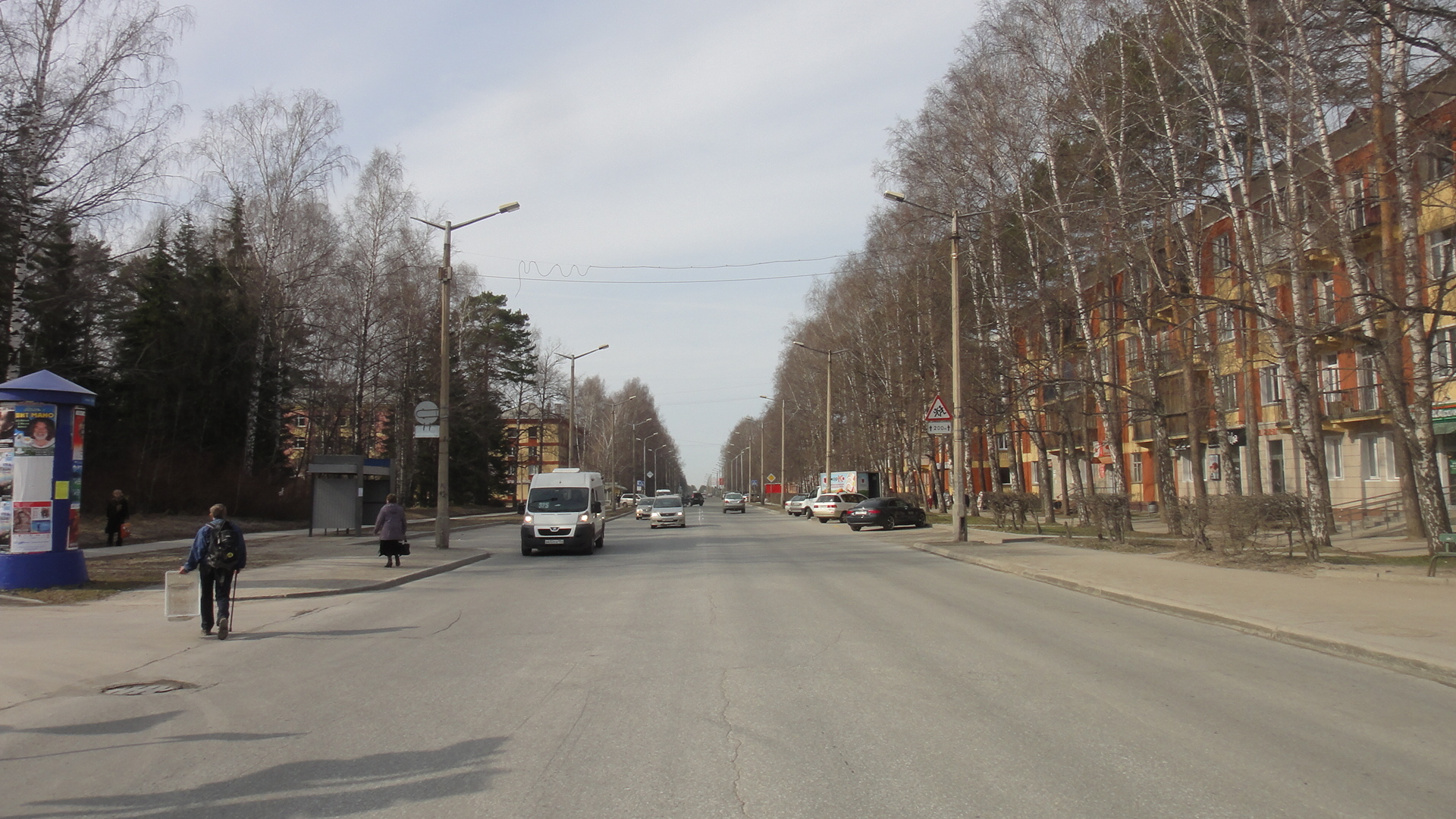
Вид Морского проспекта в сторону Бердского шоссе

Академик Б. В. Войцеховский имел привычку ежедневно, в любую погоду проехать на велосипеде по Академгородку. Его маршрут включал и Морской проспект. Весьма забавно было наблюдать, как в день государственного праздника 7 ноября, перед началом военного парада и демонстрации трудящихся, словно отрывая их, Войцеховский проезжает на своём велосипеде по Морскому проспекту перед трибуной и мимо запруженных студентами (бурно приветствовавших его) тротуаров.

## Проспект в литературе
Морской проспект воспет в стихотворениях новосибирских поэтов.